# سیارک ۱۶۷۱۱۳
سیارک ۱۶۷۱۱۳ (به انگلیسی: 167113 Robertwick، نامگذاری:2003SW78) صد و شصت و هفت هزار و صد و سیزدهمین سیارک کشف شده‌است که در ۱۹ سپتامبر ۲۰۰۳ کشف شد.